# 後藤真希 LIVE TOUR 2006〜G-Emotion〜
『後藤真希 LIVE TOUR 2006〜G-Emotion〜』（ごとうまきライブツアー2006ジーエモーション）は、後藤真希のライブビデオ。2007年2月21日に発売された。レーベルはピッコロタウン。

## 概要
- 2006年秋に行われた後藤真希ライブツアーG-Emotionの模様が収録されている。後藤真希にとって初の単独ライブツアーであった。（それまでは、メロン記念日や稲葉貴子などハロー!プロジェクトメンバーと合同で行われていた）
- このツアーではそれまでの"コンサートツアー"から"LIVE TOUR"と呼び名を変えていた。
- ツアーは韓国ソウルを含め、全国17公演。このDVDは2006年11月5日東京厚生年金会館にて収録。
- 特典映像として韓国ソウルでのライブのドキュメントが収録されている。
- 出演していたダンサーは、男性がMARO（MAROKA NOMURA）、NAOTO（NAOTO KATAOKA）。女性がKANA（KANA TOKAIRIN）、NAZUKI（NAZUKI YAMAGUCHI）。（なおNAOTOは後にEXILEにパフォーマーとして加入した）
- このライブで後藤はダンサーとのリフトやクランプという本格的なダンスパフォーマンスを披露している。男性ダンサーを起用したライブツアーは、ハロー!プロジェクトメンバー（当時）としては初の試みである。
- 収録ナンバー「DANCE Act.2」は、男性ダンサーMAROとNAOTOのソロダンスコーナー。
- イリュージョンにも挑戦している。イリュージョン演出を担当したのはデューク松山（紅白の小林幸子の衣装も手掛けている）。
- このライブツアーを密着したドキュメントDVD（『GOTO MAKI DVD Magazine vol.6』）が、2007年のライブツアーでのグッズの1つとして販売された。

## 収録曲
1. OPENING
2. SOME BOYS! TOUCH
3. LOVE LIKE CRAZY
4. LOVE缶コーヒー
5. 横浜蜃気楼
6. ステーション
7. デート注意報
8. MC1
9. スッピンと涙。
10. MC2
11. もしも終わりがあるのなら
12. 溢れちゃう…BE IN LOVE ＊プレミアムVersionのアレンジ
13. LOVE。BELIEVE IT!
14. DANCE Act.1(後藤真希)
15. DANCE Act.2(ダンサー)
16. ペイント イット ゴールド
17. LIKE A GAME
18. BGM
19. ALL OF US
20. MC3
21. うわさのSEXY GUY
22. エキゾなDISCO
23. 抱いてよ! PLEASE GO ON
24. MC4
25. ガラスのパンプス
26. 盛り上がるしかないでしょ!【ENCORE】
27. MC5【ENCORE】
28. スクランブル【ENCORE】